# Ivan Kostov
Iván Yordánov Kostov (en búlgaro: Иван Йорданов Костов; Sofía, 23 de diciembre de 1949) es un político y economista búlgaro, que se desempeñó como ministro de Economía (1990-1992), ministro de Administración Pública (1999-2001) y primer ministro de Bulgaria, entre 1997 y 2001. 

## Biografía
En 1974 se licenció en Ciencias Económicas en la Universidad de Economía Nacional y Mundial de su ciudad natal. Prosiguió su formación en la Universidad de Sofía, graduándose en Matemáticas en 1982, y doctorándose en Económicas en 1984. En 1989, colaboraba con la Unión de Fuerzas Democráticas (UFD) como analista económico y, en 1990, fue elegido diputado en los primeros comicios multipartidistas celebrados en Bulgaria tras la II Guerra Mundial y después de décadas de gobiernos dictatoriales comunistas. Desde 1991, fue ministro de Economía en sucesivos gabinetes.
En 1993, fue elegido vicepresidente del grupo parlamentario de la UFD y, un año después, en presidente de su Consejo Nacional de Coordinación. Presidente de la UFD a partir de 1997, Kostov fue elegido primer ministro tras la victoria de su partido en las elecciones legislativas celebradas en abril de ese año. Durante su mandato, que se inició el 21 de mayo de 1997, intentó procurar la estabilidad económica, para lo que llevó a cabo reformas neoliberales que facilitaran la transición al libre mercado, siguiendo las directrices del Fondo Monetario Internacional (FMI), y solicitó el ingreso tanto en la Unión Europea (UE) como en la Organización del Tratado del Atlántico Norte (OTAN).
Cesó en el cargo el 24 de julio de 2001, fecha en la que fue sustituido en la jefatura del gobierno por Simeón de Sajonia-Coburgo-Gotha (quien fuera soberano del país entre 1943 y 1946, con el nombre regio de Simeón II). Previamente, el exmonarca, al frente de su propio grupo político, el Movimiento Nacional Simeón II, había derrotado en los comicios del 17 de junio de ese año a la UFD.